# Premier League (Tsjaad)
De Premier League is de hoogste voetbaldivisie van het Afrikaanse land Tsjaad. Er spelen 10 teams in de competitie en die komen allemaal uit de hoofdstad van het land, namelijk N'Djamena. Renaissance FC is de dominerende club met 6 titels.

## Clubs 2011
- AS CotonTchad
- AS DGSSIE
- Elect-Sport FC
- Foullah Edifice FC
- Gazelle FC
- Geyser (voetbalclub)
- Postel 2000 FC
- Renaissance FC
- Toumaï FC
- Tourbillon FC

## Kampioenschappen
- 1988 : Elect-Sport FC
- 1989 : Renaissance FC
- 1990 : Elect-Sport FC
- 1991 : Tourbillon FC
- 1992 : Elect-Sport FC
- 1993 : Postel 2000 FC
- 1994 : Renaissance
- 1995 : Postel 2000 FC
- 1996 : AS CotonTchad
- 1997 : Tourbillon FC
- 1998 : AS CotonTchad
- 1999 : Renaissance FC
- 2000 : Tourbillon FC
- 2001 : Tourbillon FC
- 2002 : niet gekend
- 2003 : geen competitie omwille van financiële problemen
- 2004 : Renaissance FC
- 2005 : Renaissance FC
- 2006 : Renaissance FC
- 2007 : Renaissance FC
- 2008 : Elect-Sport FC
- 2009 : Gazelle FC
- 2010 : Tourbillon FC
- 2011 : Foullah Edifice FC